# Pigeonnier de la Brunié
Le pigeonnier de la Brunié est le pigeonnier classé du château de la Brunié situé à Damiatte, dans le Tarn (France).

## Description
Construit au XVIIe siècle, le pigeonnier de la Brunié est un édifice seigneurial construit sur quatre pilotis de pierre à collerette et chapiteaux, rattaché au château de la Brunié.
C'est un édifice cubique en maçonnerie de briques, sur piliers de pierre. Le toit pyramidal est en tuiles plates surmonté d'une quille à boules. En plus de deux ouvertures pour les pigeons, une lucarne est ouverte au sud. On accède par une échelle de bois à l'intérieur, où l'on trouve exactement 492 boulins en demi-lunes. Il est aujourd'hui dans un état de délabrement avancé.
Le pigeonnier de la Brunié est classé au titre des monuments historiques par arrêté du par arrêté du 13 août 1990.